# Neferkara Pepiseneb
Neferkara Pepiseneb ("lijepa je Raova duša"; nazvan po faraonu Pepiju) bio je egipatski faraon osme dinastije drevnog Egipta.
Spomenut je na Abidskom popisu kraljeva, a na Torinskom je spomenut kao nasljednik (najvjerojatnije) kraljice Nitokris ili kralja Nečerkare.
U to je vrijeme Egipat pao u kaos.